# Akira (manga)
Pour les articles homonymes, voir Akira.
Akira (アキラ) est un manga de science-fiction écrit et dessiné par Katsuhiro Ōtomo. Il a été publié sous forme de série et relève du seinen. Il est prépublié dans le magazine Weekly Young Magazine de l'éditeur Kōdansha à partir de 1982 et se termine en 1990. Il est ensuite publié en six volumes reliés de 1984 à 1993. L'œuvre comporte 120 épisodes et environ 2 200 planches.
Akira est récompensé par le Prix du manga de son éditeur Kōdansha en 1984, catégorie Général (seinen). Ce manga a nettement participé à la diffusion du manga en Occident.
En 1988, Akira est adapté en un film d'animation, également réalisé par Katsuhiro Ōtomo, sous le même titre, Akira.

## Résumé
Tokyo est détruite par une mystérieuse explosion le 6 décembre 1982, et cela déclenche la Troisième Guerre mondiale,, avec la destruction de nombreuses cités par des armes nucléaires.
En 2019, Neo-Tokyo est une mégapole corrompue et sillonnée par des bandes de jeunes motards désœuvrés et drogués. Une nuit, l’un d'eux, Tetsuo, a un accident de moto en essayant d'éviter un étrange garçon qui se trouve sur son chemin. Blessé, Tetsuo est capturé par l’armée japonaise. Il est l’objet de nombreux tests dans le cadre d’un projet militaire ultra secret visant à repérer et former des êtres possédant des prédispositions à des pouvoirs psychiques (télépathie, téléportation, télékinésie, etc.). Les amis de Tetsuo, dont leur chef Kaneda, veulent savoir ce qui lui est arrivé, car quand il s’évade et se retrouve en liberté, il n’est plus le même… Tetsuo teste ses nouveaux pouvoirs et veut s’imposer comme un leader parmi les junkies, ce qui ne plaît pas à tout le monde, en particulier à Kaneda.
En parallèle se nouent des intrigues politiques : l’armée essaye par tous les moyens de continuer le projet en espérant percer le secret de la puissance d’Akira, un enfant doté de pouvoirs psychiques extraordinaires (et de la maîtriser pour s'en servir par la suite), tandis que les dirigeants politiques ne voient pas l’intérêt de continuer à allouer de l’argent à un projet de plus de 30 ans qui n'a jamais rien rapporté. Le phénomène Akira suscite également l’intérêt d’un mouvement révolutionnaire qui veut se l’approprier à des fins religieuses (Akira serait considéré comme un « sauveur » par ses fidèles). Tetsuo va se retrouver malgré lui au centre d’une lutte entre les révolutionnaires et le pouvoir en place.

## Personnages
- Shôtarô Kaneda – Ami de Tetsuo et chef de leur bande de motards[8], ce petit délinquant d'apparence drogué, macho, égoïste, glouton et parfois lâche est entraîné dans la lutte contre le programme militaire quand il croise le chemin de Kei. Dans son combat contre Tetsuo, il n'est motivé que par la colère et la soif de vengeance, après l'extermination de sa bande par le mutant. Mais, forgé par les épreuves successives, le mûrissement de son amour pour Kei et diverses expériences lors du contact avec les manifestations des pouvoirs des mutants (y compris un saut dans le temps[9]), il commence à réfléchir davantage sur lui-même et le monde - et à prendre ses responsabilités. Finalement, il fonde « Le Grand Empire de Tokyo », où les jeunes vont reconstruire, seuls, sur les ruines de Tokyo, un monde à leur façon[10].
- Tetsuo Shima (Numéro 41) – Enfant abandonné, ce petit dur de quinze ans[11] rivalise avec son ami Kaneda pour être le chef de leur bande de motards. Il tombe par hasard aux mains des militaires, qui libèrent chez lui un énorme pouvoir psychique[12]. Échappant à tout contrôle, il délivre Akira, mais entre dans un cycle de mutations monstrueuses à mesure que son pouvoir grandit. Sa puissance sans cesse croissante pourrait faire exploser la planète. Tantôt enragé de douleur et de haine, tantôt suppliant et sanglotant, il ne trouve un peu de paix qu'auprès de Kaori. Son « Empire » détruit, traqué par tous, il finit dans la peau d'un monstrueux bébé, dont l'énergie en folie est absorbée par celle d'Akira dans un ultime cataclysme.
- Kei (ou Kay) – Cette adolescente idéaliste et sans peur, milite dans un groupe démocratique clandestin qui cherche à dévoiler les expérimentations secrètes de l'armée. Elle prétend d'abord être la sœur de Ryû, l'homme qui dirige le groupe, et repousse vigoureusement les grossières avances de Kaneda. Après la destruction de Néo-Tokyo, elle rejoint Lady Miyako et le trio des enfants mutants, qui découvrent en elle le médium idéal pour focaliser leurs énergies et affronter Tetsuo en duel psychique[13]. Elle accepte de se sacrifier pour cette mission désespérée. Elle en réchappe, et accepte son amour pour Kaneda, avec qui elle forme finalement le « couple refondateur ».

## Analyse de l'œuvre

### Genèse

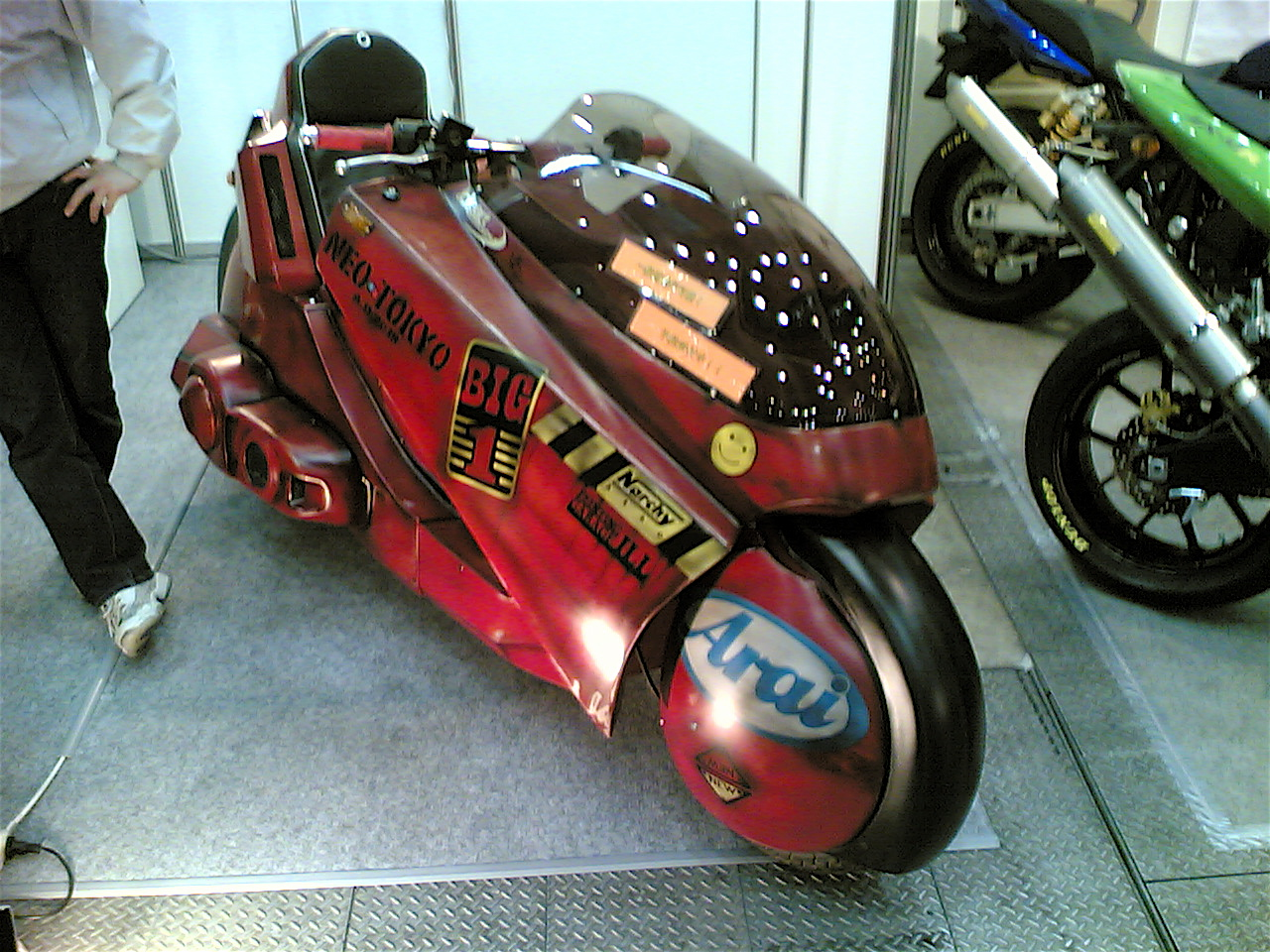
Réplique grandeur nature de la moto de Kaneda en 2005.

En 1982, l'éditeur Kōdansha commande auprès de Katsuhiro Ōtomo une série de science-fiction pour le magazine Weekly Young Magazine,. Il s'inspire tout d'abord de l'œuvre de Mitsuteru Yokoyama, Tetsujin 28-gō, dont il reprend le thème « une arme secrète conçue par les militaires avant la guerre du Pacifique et ré-expérimentée ensuite. », mais s'en éloigne rapidement pour créer son œuvre. Akira devait être un one shot de 200 pages terminé en six mois mais s'est rapidement développé, à l'image de Dômu, autre série de Katsuhiro Ōtomo. La série s'étend finalement sur plus de 2200 planches en 1990.

« Je voulais raconter une histoire qui se passe dans un Japon ressemblant à celui de l'après-Seconde Guerre mondiale, avec un gouvernement contesté, un monde en reconstruction, des influences politiques extérieures, un avenir incertain, et une bande de jeunes abandonnés à eux-mêmes qui trompent l'ennui à l'aide de poursuite en moto. »

— Katsuhiro Ōtomo, à propos d'Akira.

### Interprétation
D'après Patrick Gaumer, spécialiste de la bande dessinée, Akira illustre « les thèmes chers à l'auteur : l'ultraviolence, le réalisme urbain, la peur de l'engloutissement par les eaux… Sans oublier la parapsychologie, omniprésente ».

### Influences
Si le manga Tetsujin 28-gō n'est finalement qu'un point de départ pour permettre à l'auteur d'honorer sa commande pour l'éditeur Kōdansha, il n'oublie pas de lui rendre hommage : Shotaro Kaneda, personnage principal d'Akira, partage le même nom que le fils du Docteur Kaneda ; le colonel se nomme Shikishima, comme le professeur et mentor du jeune héros ; Tetsuo est nommé en référence à son fils, Tetsuo Shikishima ; enfin, le titre Tetsujin 28-gō se réfère au 28e projet Tetsujin, tandis qu'Akira est le 28e sujet d'expérimentation,.
Ōtomo reconnait avoir été grandement influencé par les travaux du dessinateur français Jean Giraud, connu sous le pseudonyme Mœbius,,, avec lequel il partage notamment « une œuvre complexe, des paysages urbains futuristes et un character design réaliste ». Exterminateur 17 de Jean-Pierre Dionnet, autre contributeur du magazine Métal Hurlant, aurait également influencé Akira.
Cinéphile, Ōtomo a également été inspiré par le cinéma occidental, et plus particulièrement les films hollywoodiens des années 60, tels Bonnie et Clyde, Easy Rider et Butch Cassidy et le Kid. En effet, à l'instar des protagonistes de ces films, les personnages d'Akira ne se retrouvent pas dans la société et s'en affranchissent en agissant au mépris de la loi. Empreint de charisme, « ces voyous deviennent pour le lecteur une certaine image de l'accomplissement des désirs et de l'évasion [de la réalité] ».
Les personnages d'Akira évoluent dans un univers visuel très proche du film Blade Runner qui sort l'année du début de publication du manga et se déroule également en 2019,,.

« J'ai compris ce que je voulais faire avec Fireball, je voudrais maintenant y parvenir avec Akira. »

— Katsuhiro Ōtomo.
Ōtomo puise également dans ses précédentes œuvres pour réaliser Akira. Fireball, histoire courte inachevée publiée en 1979 dans le magazine Action Deluxe, donnait déjà les prémices d'Akira. Elle relate l'histoire d'un groupe de combattants pour la liberté dans une ville futuriste, engagé dans une lutte contre le gouvernement en place et d'un policier possédant de faibles pouvoirs télékinétiques. Ce dernier subit des expériences conduites par des scientifiques du gouvernement et évolue en une entité hybride homme-mécanique avant de fusionner avec un ordinateur,. Akira sera d'ailleurs l'occasion pour Ōtomo d'écrire une scène qu'il aurait aimé aborder dans Fireball : « Je n'ai pas réussi à publier la fin [de Fireball] telle que je l'envisageais : une scène où les deux frères se remémorent leur enfance. J'ai repris l'idée plus tard dans Akira ». La télékinésie est également présente dans le manga qui a fait connaître Ōtomo, Rêves d'enfants (童夢, Dōmu). Série de science-fiction publiée de 1980 à 1981, elle suit la confrontation d'une personne âgée et d'une jeune fille au moyen de pouvoirs psychokinétiques.
Enfin, des événements vécus par l'auteur ont influencé son œuvre : les émeutes contre le traité de coopération mutuelle et de sécurité entre les États-Unis et le Japon finalement signé en 1960, la tenue des Jeux olympiques d'été de 1964 à Tokyo, et l'affaire du chalet Asama en 1972.

## Médias

### Manga
La prépublication du manga Akira commence en décembre 1982 dans le 24e numéro du magazine Young Magazine de l'éditeur Kōdansha. Elle est interrompue durant la réalisation de son adaptation en film d'animation, puis se termine en 1990. Le premier volume relié est publié en 1984 et il fallut attendre 1993 pour que le sixième et dernier volume relié sorte, présentant une version quelque peu remaniée par rapport à l'originale.
Le manga est traduit en anglais et distribué en Amérique du Nord en version colorisée de 1988 à 1995 par Epic Comics, avant d'être réédité par Dark Horse de 2000 à 2002.
En francophonie, la série est éditée aux éditions Glénat et les textes sont traduits, pour la première version, de l'américain en français, par Stan Barets. Elle est tout d'abord distribuée de mars 1990 à février 1992 en kiosque sous la forme de 31 fascicules couleurs de 64 pages reprenant la version colorisée aux États-Unis par Steve Oliff. La collection française ne reprend d'ailleurs pas l'intégralité de la série (contrairement aux versions américaines et italiennes en 38 volumes). Cette interruption de la publication s'explique par la suspension pendant plusieurs années de la publication de la version US, dans l'attente du dernier tome de l'édition japonaise. Parallèlement, Akira est réédité dans une version cartonnée de janvier 1991 à juin 1996 comprenant 14 volumes, le 14e étant un art-book dédié au manga,. Puis, pour l'anniversaire des dix ans depuis la publication d'Akira en français et des trente ans de Glénat, l'éditeur offre une nouvelle édition à Akira. Publié du mois d'avril 1999 à septembre 2000, il est cette fois-ci édité dans son format original : en six volumes et en noir et blanc,. Enfin, une nouvelle édition, également éditée par Glénat, débute en juin 2016 ; toujours en six tomes et en noir et blanc, tout comme l'édition précédente, mais en respectant cette fois-ci le sens de lecture original,.

### Film d'animation
En 1983, Ōtomo découvre le domaine de l'animation en travaillant sur le film d'animation Harmagedon. Il se voit finalement proposer de réaliser l'adaptation en film d'animation d'Akira[Quand ?], alors un succès commercial. En 1984, afin d'alléger son travail sur Akira et se consacrer à la réalisation du film homonyme, il fonde le studio « Mash Room » avec ses assistants,.
Ōtomo a de grandes ambitions concernant son adaptation, souhaitant un film d'animation le plus immersif possible. Afin de réaliser l'envergure de cette production, un grand nombre de sociétés s'associent pour former le Akira Comitee, composé de l'éditeur Kōdansha, de la société de diffusion Mainichi Broadcasting System, de la maison de production de film Tōhō, du studio d'animation Tokyo Movie Shinsha, de l'agence publicitaire Hakuhodo, et des sociétés Bandai, Laserdisc Corporation et Sumitomo, qui lui donne le contrôle créatif de l'œuvre. Finalement, c'est un total de 31 studios d'animation qui s'associent pour animer Akira, dont le studio Gainax, ou encore le studio DEEN.
« Even after Akira was in the can, I kept on getting into trouble over last-minute revisions. I'd keep wanting to check it just one more time. »
— Katsuhiro Ōtomo, à propos de la production du film Akira.
Ōtomo démontre une implication rare dans la production du film, s'impliquant à tous les niveaux de la production. Ainsi, il multiplie les rôles : en plus d'être le réalisateur, il co-écrit le scénario et réalise le character design du film. Mais avant toute chose, il réalise lui-même le storyboard de chacune des 783 scènes du film, avant d'entamer l'animation avec son équipe de soixante-dix personnes,. Par ailleurs, il donne toute liberté à certains animateurs.
Bien décidé à obtenir un film d'animation de haute qualité, Ōtomo insiste pour qu'il soit animé en format 70mm et à une fréquence de 24 images par seconde, voire plus pour certaines scènes d'action. Le film dénombre finalement un total de 160 000 images, toutes réalisées sur celluloïd. Si l'animation regorge de moyens pour limiter le coût de sa production, comme l'animation d'une scène dans un paysage statique, dans Akira, chaque scène est dynamique. Ce sens du détail d'Ōtomo se traduit également dans l'élaboration des décors fourmillant de détails, notamment l'architecture de Neo-Tokyo, comme l'atteste, entre autres, le travail du directeur artistique Toshiharu Mizutani sur la représentation des milliers d'immeubles, où chaque fenêtre illuminée a été méticuleusement peinte à la main. De plus, pour jouer sur le niveau d'exposition, les scènes requièrent régulièrement la superposition de celluloïd, allant jusqu'à neuf couches superposées. Enfin, afin d'obtenir le degré de nuance de couleur demandé par Ōtomo, notamment pour obtenir l'effet de nuit baignant dans le rouge et le vert, Kimie Yamana, chargée de la coordination des couleurs du film, utilise jusqu'à 327 couleurs différentes,.
De plus, contrairement à l'usage habituel, qui veut que le doublage soit réalisé à partir d'une version animée rudimentaire du film, le doublage d'Akira a été enregistré avant le processus d'animation. Ainsi, plutôt que de calquer leurs voix sur l'animation, c'est au contraire à l'animateur de se synchroniser sur les voix, et d'animer le mouvement des lèvres des personnages par rapport à l'expression du doubleur, ce qui produit une animation plus réaliste,. Si ce procédé est utilisé depuis les années 1930 par Walt Disney Pictures, le coût qu'il représente le rend rare dans l'animation japonaise,. Pour la bande originale du film, Ōtomo laisse toute liberté artistique et budgétaire à son compositeur, Shōji Yamashiro, qui met six mois à la réaliser. Elle est interprétée par le chœur d'orchestre Geinoh Yamashirogumi, rassemblant 200 chanteurs.
Enfin, le film sort au Japon le 16 juillet 1988. Le coût de sa production atteint un budget d'un milliard de yens, soit environ sept millions d'euros, faisant d'Akira le film d'animation japonais le plus coûteux à cette époque. D'ailleurs, Ōtomo renouvellera cette prouesse en 2004 avec la production du film d'animation Steamboy.
En France, les droits de diffusion du film sont acquis par Forum Distribution et l'exploitation en salles débute le 8 mai 1991.

La trame du film suit globalement celle du manga. Toutefois, le manga étant toujours en cours lors de la sortie du film, les aboutissants ne sont plus les mêmes et le personnage d'Akira connait dans le film un destin radicalement différent.
Le film est adapté en anime comics en cinq tomes publiés en version japonaise en août 2000 par Kōdansha,, puis en version française entre juillet 2004 et janvier 2005 par Kana,.

#### Musique
La musique est composée et interprétée par le collectif Geinoh Yamashirogumi,. Elle mêle sonorités japonaises, musique traditionnelle balinaise et musique classique.

#### Doublage
| Personnages    | Doublage japonais | Doublage français |
| -------------- | ----------------- | ----------------- |
| Kei            | Mami Koyama       | Barbara Tissier   |
| Shôtarô Kaneda | Mitsuo Iwata (ja) | Mathias Kozlowski |
| Tetsuo Shima   | Nozomu Sasaki     | Alexandre Gillet  |
| Le Colonel     | Tarō Ishida       | Pierre Hatet      |
| Kaori          | Yuriko Fuchizaki  | Valérie Siclay    |
| Kai            | Takeshi Kusao     | Pierre Tessier    |

### Jeux vidéo
Akira est adapté en plusieurs jeux vidéo. Tout d'abord, il est adapté en un jeu vidéo d'aventure, Akira, développé et édité par Taito Corporation, sorti le 24 décembre 1988 sur Famicom. Ce jeu, disponible uniquement au Japon, permet d'incarner Kaneda dans une quête pour retrouver et libérer Tetsuo. En 1993, il est adapté en un jeu vidéo d'action sur Amiga par ICE Software (en),[réf. souhaitée]. Enfin, le 21 février 2002, Akira est adapté en un jeu vidéo de flipper, Akira Psycho Ball, édité par Bandai sur PlayStation 2.

### Film en prises de vues réelles
Plusieurs projets cinématographiques furent planifiés par des studios américains. La dernière version cinématographique du projet devait être réalisée par Jaume Collet-Serra et scénarisée par Gary Whitta.
Il était prévu que la Warner Bros produise le film en coproduction avec Appian Way, la compagnie de Leonardo DiCaprio. L'adaptation aurait compris deux films compilant l'histoire des six volumes du manga original. Katsuhiro Ōtomo aurait supervisé le projet en tant que producteur exécutif aux côtés de Greg Silverman, le vice-président exécutif de Warner Bros. Kaneda devait être interprété par Garrett Hedlund. Le 5 janvier 2012, le studio de la Warner annonce l'arrêt du projet pour des raisons de budget.
En septembre 2015, le projet refait parler de lui sous forme de diverses rumeurs. La première étant que la Warner Bros compte bien adapter le manga de Katsuhiro Ōtomo et ce sous forme de trilogie. La seconde parle elle du rattachement de Christopher Nolan qui pourrait être son nouveau long-métrage alors annoncé pour 2017 sans plus de détails par la production quelques jours avant.
En 2019, c'est le réalisateur Taika Waititi qui est annoncé pour le film et une date de sortie est prévue pour le 21 mai 2021. Cependant, quelques mois plus tard en 2020, Waititi annonce qu'il n'est plus aussi sûr de réaliser le film, en raison d'un agenda très chargé. Les dates choisies empiétaient sur celles de Thor: Love and Thunder et Akira a donc été repoussé de deux années. Selon le réalisateur « le projet finira par aboutir mais [il n'est] juste pas certain que ce sera [lui] le réalisateur ».

## Accueil

### Réception et critiques
Chacun des six tomes du manga s'écoule à plus de 700 000 exemplaires. En France, Akira a permis « l’éclosion d’une sous-culture jusqu’alors confidentielle ».
Le film d'animation Akira engrange 80 millions de dollars au niveau mondial. En France, le film remporte les premier et deuxième Anime Grand Prix Français dans la catégorie meilleur film cinéma, titres décernés par les lecteurs du magazine AnimeLand en 1994 et 1995,. À Paris, le film réalise plus de 40 000 entrées.

### Distinctions
- 1984 : Prix du manga Kōdansha, catégorie seinen
- 2002 : Prix Eisner de la meilleure édition américaine d'une œuvre internationale
- 2015 : Grand prix du festival international de la bande dessinée d'Angoulême[68]

### Postérité

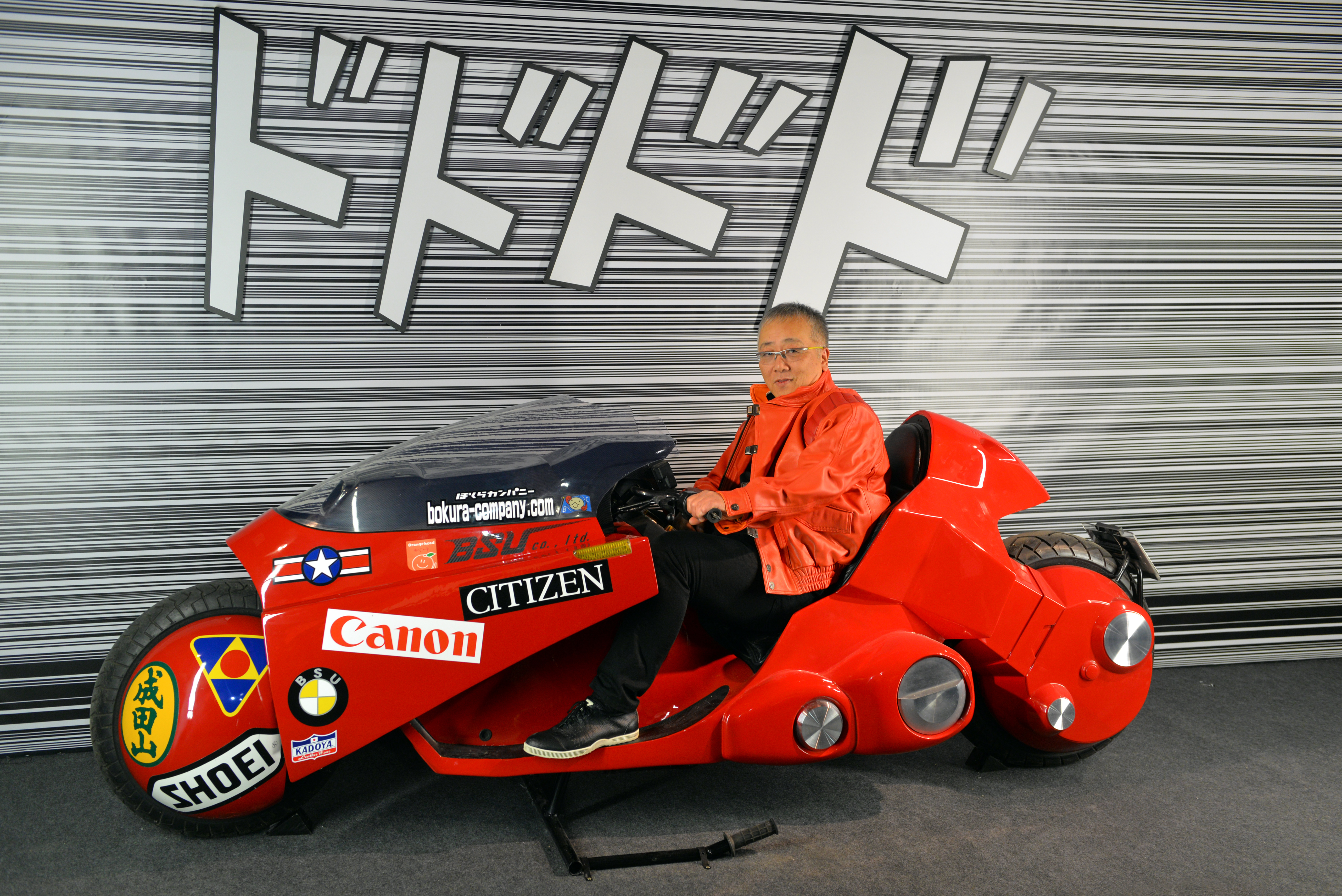
Katsuhiro Ōtomo chevauchant la moto de Kaneda, Festival d'Angoulême 2016.

Lors du Festival d'Angoulême 2016, présidé par Ōtomo, une exposition rend hommage à Akira. Une quarantaine de dessinateurs, parmi lesquels Matthieu Bonhomme, Benoît Feroumont, Jirō Taniguchi et Tanino Liberatore, ont dessiné leur version de l'univers de la série.
Dans le Quartier Asie était également exposée la réplique de la moto de Kaneda.